# Elezioni amministrative in Italia del 1954
Le elezioni amministrative italiane del 1954, indette per il rinnovo di numerosi consigli comunali, si tennero:
- il 28 marzo (Castellammare di Stabia[1], Battipaglia, Patti, Sesto Cremonese, Itala, Manoppello e Brosso Canavese);
- il 4 aprile (Gaeta[2], Ceglie Messapica[3] e Fasano);
- il 23 maggio, in 48 comuni (tra cui Santeramo in Colle, San Bartolomeo in Galdo, Castrovillari[4], Manfredonia, San  Giovanni Rotondo, San Marco in Lamis, Trinitapoli, Cassino, Priverno e Dolo, con popolazione superiore ai 10.000 abitanti);
- il 30 maggio, in sedici comuni (Genzano di Roma[5], Ferentino, Serrone, Pratovecchio, Talla, Castiglion Fibocchi, San Sebastiano, Volla, Candida, Melizzano, Luogosano, Monterubbiano, Castellaneta, Semestene, Torpè e Lotzorai).